# 11-й танковий корпус (СРСР)
11-й та́нковий Радо́мсько-Берлі́нський Червонопра́порний, ордені́в Суво́рова і Куту́зова ко́рпус — оперативно-тактичне військове об'єднання Червоної армії періоду Другої Світової війни.

## Історія
У травні-червні 1942 року в Московському військовому окрузі на підставі Директив Ставки ВГК № 994021 від 25.05.1942 та № 994023 від 26.05.1942 року йшло формування 5-ї танкової армії, до складу якої увійшов і 11-й танковий корпус.
Після невдалих боїв у складі 5-ї танкової армії під час проведення Воронезько-Ворошиловградської операції корпус був виведений у резерв, де перебував до лютого 1943 року.
Директивою Ставки ВГК № 46002 від 10.01.1943 року корпус включено до складу 2-ї танкової армії Центрального фронту. Протягом лютого-березня 1943 року він брав участь у боях на севському напрямку в ході проведення Севської наступальної операції.
Директивою Ставки ВГК № 46122 від 21.04.1943 11-й танковий корпус був виведений у резерв Ставки ВГК в район Тули.
Надалі в складі військ Південного, 1-го Українського та 1-го Білоруського фронтів корпус брав участь в бойових діях при проведенні Курської, Орловської, Донбаської, Нижньодніпровської, Білоруської, Вісло-Одерської та Берлінської операцій.
За цей час корпус майже не виходив з боїв. Виключенням стала тримісячна перерва наприкінці 1943 року.
Влітку 1944 року під час наступу на Ковель, через помилки у командуванні військами, 11-й танковий корпус потрапив у пастку, влаштовану німецьким командуванням й поніс значні втрати. Внаслідок цього було знято з посади командира корпусу генерал-майора Пилипа Рудкіна (Наказ ВГК № 220146).
10 червня 1945 року корпус переформований на 11-ту танкову дивізію.

## Склад

### на червень 1942 року
- Управління корпусу;
- 53-тя танкова бригада;
- 59-та танкова бригада;
- 160-та танкова бригада;
- 12-та мотострілецька бригада;
- 8-й окремий бронеавтомобільний розвідувальний батальйон.

### на травень 1945 року
- Управління корпусу;
- 20-та танкова бригада;
- 36-та танкова бригада;
- 65-та танкова бригада;
- 12-та мотострілецька бригада;
- 50-й гвардійський важкий танковий полк прориву (з 06.1944);
- 1461-й самохідно-артилерійський полк (з 01.1944);
- 1493-й самохідно-артилерійський полк (з 06.1943);
- 243-й мінометний полк;
- 1388-й зенітно-артилерійський полк;
- 93-й мотоциклетний батальйон;
- 26-й окремий бронеавтомобільний розвідувальний батальйон (з 04.1943 по 12.1943);
- Корпусні частини:
  - 687-й окремий батальйон зв'язку (з 04.04.1943);
  - 153-й окремий саперний батальйон (з 20.07.1943);
  - 81-ша окрема рота хімічного захисту (з 24.07.1943);
  - 11-та окрема автотранспортна рота підвозу ППМ (з 18.07.1942 по 25.04.1943);
  - 34-та окрема автотранспортна рота підвозу ППМ (з 18.09.1943);
  - 90-та рухома ремонтна база (з 10.06.1942 по 1943);
  - 263-я польова танкоремонтна база (з 1943);
  - 91-ша польова авторемонтна база (з 26.06.1942);
  - Окрема авіаланка зв'язку (з 1943);
  - 431-й польовий автохлібозавод (з 31.12.1942 до 1943);
  - 29-й польовий автохлібозавод (з 1943);
  - 1937-ма польова каса Держбанку (з 15.02.1944);
  - 2083-тя військово-поштова станція (з 10.07.1942).

## Командування

### Командири корпусу
- генерал-майор т/в Попов Олексій Федорович (з 19.05.1942 по 21.07.1942);
- генерал-майор т/в Лазарєв Іван Гаврилович (з 22.07.1942 по 07.06.1943);
- генерал-майор т/в Радкевич Микола Миколайович (з 08.06.1943 по 21.10.1943);
- генерал-майор т/в Гриценко Дмитро Максимович (з 22.10.1943 по 11.01.1944);
- генерал-майор т/в Рудкін Пилип Микитович (з 12.01.1944 по 14.07.1944);
- генерал-майор т/в Ющук Іван Іванович (з 15.07.1944 по 09.05.1945).

### Начальники штабу корпусу
- полковник Калініченко Петро Іванович (з 21.05.1942 по .06.1943);
- генерал-майор т/в Гриценко Дмитро Максимович (з 7.06.1943 по .06.1945).

## Нагороди і почесні найменування
- Радомський (Наказ ВГК від ??.01.1945).
- Берлінський
- Орден Червоного Прапора — за форсування річки Західний Буг і оволодіння містами Парчів, Радзинь, Лукув.
- Орден Суворова 2-го ступеня (Указ ПВР СРСР від 19.02.1945) — за оволодіння містами Томашув і Лодзь.
- Орден Кутузова 2-го ступеня (Указ ПВР СРСР від 15.04.1945) — за оволодіння містом Куннерсдорф.

## Герої корпусу
- Квасов Іван Іванович — капітан, командир танкової роти 3-го танкового батальйону 65-ї танкової бригади (Указ ПВР СРСР від 31.05.1945).
- Костюк Федір Семенович — старший лейтенант, командир танкової роти 1-го танкового батальйону 65-ї танкової бригади (Указ ПВР СРСР від 31.05.1945).
- Лейков Андрій Леонардович — капітан, заступник командира танкового батальйону 36-ї танкової бригади (Указ ПВР СРСР від 19.03.1944).
- Орлов Михайло Федорович — старший лейтенант, командир танкової роти 65-ї танкової бригади (Указ ПВР СРСР від 27.02.1945).
- Павлов Валентин Васильович — капітан, командир 3-го танкового батальйону 65-ї танкової бригади (Указ ПВР СРСР від 24.03.1945).
- Пятакович Олександр Францевич — старший лейтенант, командир танкового взводу 65-ї танкової бригади (Указ ПВР СРСР від 24.03.1945).
- Тікунов Григорій Якович — капітан, командир танкової роти 36-ї танкової бригади (Указ ПВР СРСР від 27.02.1945).